# John Michael Anthony Danby
John Michael Anthony ("Tony") Danby, född den 5 augusti 1929, i London, England, död den 8 december 2009 i Chester, Pennsylvania, var en brittisk, senare amerikansk, astrofysiker och matematiker som främst ägnade sig år celest mekanik, men han spelade även oboe i London Philharmonic Orchestra.
Danby tog B.A. och M.A. i matematik vid University of Oxford innan han avlade doktorsexamen i astronomi vid Victoria University of Manchester med avhandlingen "Some Problems in Cosmology and Stellar Dynamics" 1953
Efter att ha tjänstgjort som musiker i brittiska armén (Royal Artillery 1953-1956), fick han 1956 anställning som förste oboist vid London Philharmonic Orchestra.
1957 flyttade Danby till USA, där han tjänstgjorde vid University of Minnesota och på Macalester College i St. Paul. 1962 gavs hans Fundamentals of Celestial Mechanics ut, vilken har blivit en klassisk lärobok som utkommit i flera utgåvor, och samma år flyttade han till Yale University. 1965 blev han amerikansk medborgare. Två år senare erhöll han en professur i matematik vid North Carolina State University, som han som han stannade vid till sin pensionering 1998. Vid NC State utvecklade han en kurs i datorsimulering och skrev även böcker inom ämnet.
Asteroiden 3415 Danby är uppkallad efter honom.